# Żegnaj Chips
Żegnaj Chips (ang. Goodbye, Mr. Chips) – powieść angielskiego pisarza Jamesa Hiltona opublikowana w USA w 1934 roku.
Powieść opisuje historię  życia starzejącego się nauczyciela, który odnajduje miłość, pod wpływem której zmienia się. Z surowego pedagoga staje się osobą wyrozumiałą i wielkoduszną.

## Ekranizacje
- Żegnaj Chips – film z 1939 roku, znany też pod tytułem Żegnaj, panie Chips
- Do widzenia, panie Chips – film muzyczny z 1969 roku